# منتخب المغرب للكريكت
منتخب المغرب للكريكت هو ممثل المغرب الرسمي في المنافسات الدولية في الكريكت .